# Orlovo (distrikt i Bulgarien, Sliven)
Orlovo (bulgariska: Орлово) är ett distrikt i Bulgarien.   Det ligger i kommunen Obsjtina Kotel och regionen Sliven, i den centrala delen av landet, 260 km öster om huvudstaden Sofia.
Trakten runt Orlovo består till största delen av jordbruksmark. Runt Orlovo är det ganska glesbefolkat, med 24 invånare per kvadratkilometer.